# Cristina Silvestri
Isabel Cristina Rauen Silvestri (Guarapuava, 16 de março de 1957), mais conhecida como Cristina Silvestri, é historiadora, agropecuarista e política brasileira filiada ao Progressista (PP), atualmente exerce o cargo de deputada estadual do Paraná.
Autora de 400 proposições, 122 projetos de lei e 60 leis. Atua também como Procuradora da Mulher na Assembleia Legislativa do Paraná.  

## Vida pessoal
Nascida em Guarapuava, Isabel Cristina Rauen se formou em bacharel em História pela Universidade Tuiuti do Paraná. Foi casada com Cezar Silvestri, sendo mãe da dentista Tereza Cristina Silvestri e de César Silvestri Filho, que foi prefeito de Guarapuava e deputado estadual.

## Vida pública
Foi secretária de Assistência Social de Guarapuava entre 2013 e 2014.
Na eleição de 2014, ficou com a primeira suplência do Partido Popular Socialista (PPS), com 38.926 votos. Assumiu a vaga na Assembleia logo no início da legislatura, após a nomeação do deputado Douglas Fabrício como secretário do Esporte e do Turismo. Nas eleições de 2018, foi reeleita.
Em 2024, foi um dos 13 parlamentares que votaram contra o projeto do governador Ratinho Júnior que privatiza a gestão das escolas públicas do Paraná.